# Flavi Rufus (cònsol 457)
Flavi Rufus (llatí: Flavius Rufus; floruit 450 dC) fou un polític de l'Imperi Romà Oriental. L'any 457 dC va ser nomenat cònsol, juntament amb Flavi Constantí, i ambdós van ser reconeguts només a la part oriental de l'Imperi. Res més no és sabut sobre ell.